# Вільямсон (Західна Вірджинія)
Вільямсон (англ. Williamson) — місто (англ. city) в США, в окрузі Мінґо штату Західна Вірджинія. Населення — 3083 особи (2020).

## Географія
Вільямсон розташований за координатами 37°40′27″ пн. ш. 82°16′15″ зх. д. / 37.67417° пн. ш. 82.27083° зх. д. (37.674046, -82.270959).  За даними Бюро перепису населення США в 2010 році місто мало площу 8,45 км², уся площа — суходіл.

## Демографія
Згідно з переписом 2010 року, у місті мешкала 3191 особа в 1524 домогосподарствах у складі 835 родин. Густота населення становила 378 осіб/км².  Було 1885 помешкань (223/км²).
Расовий склад населення:
| - 87,3 % — білих - 9,4 % — чорних або афроамериканців - 0,8 % — азіатів - 0,2 % — корінних американців |

До двох чи більше рас належало 2,3 %. Частка іспаномовних становила 0,8 % від усіх жителів.
За віковим діапазоном населення розподілялося таким чином: 18,6 % — особи молодші 18 років, 60,1 % — особи у віці 18—64 років, 21,3 % — особи у віці 65 років та старші. Медіана віку мешканця становила 47,1 року. На 100 осіб жіночої статі у місті припадало 82,3 чоловіків;  на 100 жінок у віці від 18 років та старших — 77,3 чоловіків також старших 18 років.
Середній дохід на одне домашнє господарство  становив 50 988 доларів США (медіана — 33 872), а середній дохід на одну сім'ю — 57 228 доларів (медіана — 46 400). За межею бідності перебувало 37,9 % осіб, у тому числі 72,6 % дітей у віці до 18 років та 12,3 % осіб у віці 65 років та старших.
Цивільне працевлаштоване населення становило 1136 осіб. Основні галузі зайнятості: освіта, охорона здоров'я та соціальна допомога — 31,7 %, публічна адміністрація — 16,5 %, роздрібна торгівля — 13,4 %.